# 寺杣昌紀
寺杣昌紀（日语： Terasoma Masaki，1962年5月8日—）是日本的男性聲優及演員。生於兵庫縣西宮市，在大阪府出身。身高178cm，體重74kg。
1984年，桐朋學園演劇科畢業後，加入劇團俳優座，並於同年參與電影《W的悲劇》的演出，以演員身份正式出道。1999年至2003年期間為Office PSC旗下所屬藝人。現時隸屬於日本聲優事務所MAUSU PROMOTION。
本名寺杣昌紀。過去曾以藝名—工作，其後一度改回寺杣昌紀。現時以為聲優工作時所用之藝名，聲優工作以外則沿用「寺杣昌紀」。

## 生平
- 當初夢想是當體育老師，但受到哥哥影響而以舞臺劇作為演出，現在比較多作為聲優演出。初次亮相為電影W，後作為聲優出道的作品是1987年的假面騎士BLACK，為裡面的影月作配音，之後較少有特攝作品的配音工作。在演員的身份下，真正開始聲優工作為1999年。
- 主要為海外電視劇或電影作配音比較多，動畫和解說都有演出。
- 在假面騎士電王配音工作後，廣泛得到良好的的評價，出演活動和廣播的機會增多。另一方面也斥責過小野大輔，作為演員應該嚴格認真對待。

## 演出作品

### 電視動畫
不明
- 美國動畫劇集"The Boondocks"日本版（ブーンドックス）（White Shadow）

2001年
- 旋風之用心棒（黒木）

2002年
- 東京地底奇兵（白龍）

2003年
- 天使怪盜（丹羽小助）

2004年
- 犬夜叉（御靈丸）
- 今日大魔王!（馮・古蘭茲・阿塔貝魯特）
- 侍銃（Samurai Gun）（勝海舟）
- 七武士（島田勘兵衛）
- 火鳥（弓彦）
- 異域天使MADLAX（マクレー）
- 日式麵包王，又譯烘焙王（河内恭太郎）

2005年
- 王牌鑑定人（Gallery Fake），又譯真相之眼、贗品畫廊、偽術真相（菊島秋雄）
- 今日大魔王!第二季（馮・古蘭茲・阿塔貝魯特）
- 魔法先生涅吉！（近衛詠春）
- TSUBASA翼-RESERVoir CHRoNiCLE-（克羅沙姆）

2006年
- 蒼天之拳（潘光琳）
- 捉猴啦~On Air~（Pipotron J）
- TOKKO 特公（白石技官）
- NANA（東醫師）
- 火影忍者（連歌）188集
- 王牌酒保（神嶋的上司）
- 企業傭兵（黑礁） - 第二季（BLACK LAGOON The Second Barrage）（羅素）
- 落語天女（平賀源内）

2007年
- 大江戶火箭 Oh Edo Rocket（天天、水野忠邦）
- 風之聖痕（神凪重悟）
- 劍豪生死鬥（檜垣陣五郎）
- 天保異聞 妖奇士（市野賢了）
- 驅魔少年（ビットリオ）
- 惡魔獵人Devil May Cry（DMC）（艾薩克）
- 寵物小精靈tv特別版9之不可思議的迷宮 時間探險隊 黑暗探險隊（Grovyle）
- Myself ; Yourself（刑事）
- 月亮的距離，又譯月光之旅（MOONLIGHT MILE）（麥克・拜仁大尉）

2008年
- 海馬（リベラ）
- 神槍少女（GUNSLINGER GIRL -IL TEATRINO-）（ロレンフォ2課長）
- 今日大魔王!第三季（馮・古蘭茲・阿塔貝魯特）
- Keroro軍曹 第5季（サガシテー星人 #216）
- 骷髏13（ボブ・スティングナー）
- 迷宮塔 ～烏魯克之盾～（凱爾布）
- 火影忍者疾風传（飛段）
- 神奇寶貝鑽石&珍珠（依賴主）
- 世界毀滅 毀滅世界的六人（リガレット）

2009年
- Slap-up party 阿拉德戰記（ジグハルト）
- 犬夜叉 完結篇 完結編（魍魎丸）
- 銀魂（神秘人[4]）
- 豹頭王傳說（ヴァーノン）
- 屍姬 玄（梅原鉦近）
- 蒼天航路（袁紹）
- 迷宮塔 ～烏魯克之劍～（凱爾布）
- 洋蔥和尚朝太郎（朝掘武之進）
- 鋼之鍊金術師 BROTHERHOOD（ユーリ・ロックベル、ゲルトナー）
- 神奇寶貝鑽石&珍珠（ハンサム）
- 寵物小精靈tv特別版10之不可思議的迷宮 天空探險隊 時・暗探險隊（Grovyle）

2010年
- 戰鬥司書 The book of Bantorra（馬奇亞＝德基希亞特）
- 信蜂（ベルーシ）
- 數碼獸合體戰爭（騎士獸）
- 戰鬥陀螺 鋼鐵奇兵 爆（スティール）
- 少年犯罪檔案（有藤）

2011年
- UN-GO（不破重次郎）
- 金鋼狼（淺野徹心）
- Steins;Gate（天王寺裕吾）
- 數碼寶貝合體戰爭 ～邪惡的死亡指揮官與七個王國～（騎士獸）
- NO.6（力河）
- 星光少女 極光之夢（史提芬·城之內）
- 神奇寶貝超級願望（夏卡）
- 戰鬥陀螺 鋼鐵奇兵 4D（スティール）
- 最後流亡-銀翼的飛夢-（オラフ、連邦軍手長）
- 航海王-魚人島篇（「濕髮」格列佛）

2012年
- 翡翠森林狼與羊（ガルル）
- 坂道上的阿波羅（薫之父）
- Smile 光之美少女！（日野大悟）
- ZETMAN（エビエボル）
- 紙箱戰機W（オーウェン・カイオス、アナウンサー）
- 美食獵人TORIKO（三虎）
- 襲來！美少女邪神 第2作（旁白）

2013年
- 塔麻可吉！系列（小尋夢爸爸）
- 第一神拳Rising（幕之內一男）
- Vividred Operation（一色健次郎）
- BROTHERS CONFLICT（日向麟太郎）
- 蒼翼默示錄Alter Memory（獸兵衛）
- 記錄的地平線（洛德立克）

2014年
- 記錄的地平線 第二期（洛德立克）
- Fate/stay night（ufotable版）（葛木宗一郎）

2015年
- 潮與虎（厚澤）

2016年
- 幸運邏輯（澤拉·卡利巴斯頓）
- 潮與虎 第2期（厚澤恭治）
- 不愉快的妖怪庵（萬次郎）
- B-PROJECT〜鼓動＊Ambitious〜（攝影師）
- Tales of Zestiria the X 第1期（德雷克）
- 虎面人X（永田裕志）
- 超自然9人組（的場）

2017年
- ALL OUT!!（富江裕次郎）
- 青之驅魔師 京都不淨王篇（寶生蟒）
- 鬼平（松岡重兵衛）
- 咕嚕咕嚕魔法陣（蒙庫）
- 奇諾之旅 -the Beautiful World- the Animated Series（偉大的人）
- 結城友奈是勇者 -鷲尾須美之章-
- 血界戰線 & BEYOND（アラン·フォスター）
- 犬屋敷（松原父）

2018年
- 比宇宙更遠的地方（迎千秋）
- 驚爆危機！Invisible Victory（威爾海姆·賈斯伯）
- OVERLORD III（哥布林軍師）
- 傀儡馬戲團（雷夫·班哈特）
- 黃金神威（奇羅藍克）
- 黃金神威 第2期（奇羅藍克）
- 溫泉屋小女將（蓑田康之介〈康叔〉）

2019年
- revisions（黑岩亮平）
- 鬼滅之刃（三郎）
- 機獸戰記 狂野爆發（コンブ）
- 消滅都市（ケイゴ）
- 彼方的阿斯特拉（マルコ・エスポジト）
- BEM（法官）

2020年
- 名侦探柯南（远山银司郎）[5]
- 隱瞞之事（公安A）
- 魔王學院的不適任者～史上最強的魔王始祖，轉生就讀子孫們的學校～（猶格·拉·拉比阿茲）
- 黃金神威 第3期（奇羅藍克）
- 魔女之旅（艾米爾的父親）
- 池袋西口公園（久野俊樹）

2021年
- 記錄的地平線 圓桌崩壞（洛德立克）
- 蠟筆小新（【屁股偵探野原新之助檔案簿】旁白）
- Fairy蘭丸（潤的父親）
- 86－不存在的戰區－（瓦茲拉夫·米利傑、無面者）
- 龍先生，想要買個家。（卡特普雷帕斯）
- 宝可梦 旅途（夏卡）
- 我立於百萬生命之上第二季（奧優祖父）
- 桃子男孩渡海而來（精靈族長）
- 白沙的Aquatope（星野晃）
- 月與萊卡與吸血公主（維克托中將）
- 境界戰機（熊井剛拳）

2022年
- 怪人開發部的黑井津小姐（克拉肯）
- 魯邦三世 PART6（拉格斐）
- 即使如此依舊步步進逼（店長）
- 黃金神威 第4期（奇羅藍克）
- 忍之一時（伴鳳扇[6]）

2023年
- 為了養老，我要在異世界存8萬枚金幣（テュルク男爵）
- 被解僱的暗黑士兵（30多歲）開始了慢生活的第二人生（古蘭巴札[7]）
- 虛構推理（藤沼耕也[8]）
- 在異世界獲得超強能力的我，在現實世界照樣無敵～等級提升改變人生命運～（歐文）
- 【我推的孩子】（鏑木勝也）
- 帶著智慧型手機闖蕩異世界。2（利格·里克·利夫利斯）
- 逃走中 THE GREAT MISSION（松之丞）
- 無職轉生II～到了異世界就拿出真本事～（皮列蒙·諾托斯·格雷拉特）
- 聖者無雙～上班族的異世界生存之道～（格蘭哈特[9]）

2024年
- 最弱魔物使開始了撿垃圾之旅。（塞澤爾克[10]）
- 老夫老妻重返青春（五十嵐兵助）

2025年
- BanG Dream! Ave Mujica（豐川定治）
- 一兆＄遊戲（皇[11]）
- 紫雲寺家的兄弟姊妹（紫雲寺要[12]、旁白）

### OVA
- 假面騎士電王 コレクションDVD「イマジンあにめ」（金塔羅斯）
- 今天開始做魔王!R 第2巻 『栄冠は誰がために』（馮·卡拉茨·阿德魯貝爾特）
- TSUBASA翼OVA之《ツバサTOKYO REVELATIONS》（飛王）

### 网络動畫
- 超级七龙珠群雄（魔人奥佐特）
- 忍者蝙蝠俠VS極道聯盟（詹姆斯·高登[13]）

### 動畫電影
- 攻殼機動隊2 INNOCENCE（アズマ）
- 盗贼王JING OVA《Seventh Heaven》（七重天）（ブータオ）
- 奇諾之旅（the Beautiful World）2007劇場版《疾病之國（For You）》（コール中尉）
- 寵物小精靈劇場版之《鑽石．珍珠》系列（依頼主）
- 動物之森劇場版（アポロ）
- 真救世主傳説 北斗之拳 ラオウ伝 激闘之章（バルガ）
- 火影忍者劇場版 血獄（無為）
- 你的名字。（宮水俊樹）
- 名偵探柯南：唐紅的戀歌（远山银司郎）
- 喬瑟與虎與魚群動畫版（醫生）
- 我的英雄學院劇場版：YOU'RE NEXT（布魯諾·戈里尼[14]）

### 遊戲
- 魔塔大陸2 少女們於世界中迴響的創造詩（利斯・布蘭歇斯卡）
- 七武士（島田勘兵衛）
- 殺手系列（殺手47）
- 最終幻想XII（沃斯勒）
- 粉紅劇毒（ロンデミオン）
- 義經紀（木曾義仲）
- 生化危机：浣熊市行动（漢克）
- Last Escort - Club Katze -（流聖）
- 審判之眼：死神的遺言（鹽屋聰）

2017年
- 東京放學後召喚師（日语：東京放課後サモナーズ） （坎普斯[15]）
- 蒼翼默示錄BLAZBLUE CENTRALFICTION(獸兵衛)

2018年
- 東京放學後召喚師（日语：東京放課後サモナーズ） (手力男[16])
- 蒼翼默示錄：交叉組隊戰 (獸兵衛)
- 荣耀战魂 日语版（看守者）
- 超级七龙珠群雄（魔人奥佐特）

2019年
- 生化危機 RE2（漢克）

2020年
- 侍魂 晓（看守者）
- 寶可夢大師（阿戴克）

### 進口影視配音
- 劉德華
  - 愛君如夢：劉南生
  - 墨攻：革離
  - 無間道：劉健明（朝日電視台）
  - 無間道III終極無間：劉健明（朝日電視台）
  - 天下無賊：王薄
  - 投名狀：趙二虎
- 星球大戰係列：Bail Prestor Organa
  - 星際大戰首部曲：威脅潛伏
  - 星際大戰二部曲：複製人全面進攻
  - 星際大戰三部曲：西斯大帝的復仇
- 仁心仁術：鄺路加
- 300壯士：斯巴達的逆襲：阿提米斯隊長
- 風語戰士：Sgt. Pete 'Ox' Anderson
- 畫皮：龐勇
- 梅蘭芳：邱如白
- 羞恥：布兰登·苏利文
- 海雲臺：朴重勳

### 特攝
- 假面騎士系列

- 假面騎士BLACK（秋月信彦配音）
- 假面騎士BLACK RX（秋月信彦配音）
- 真・假面騎士序章（企業幹部之一人配音）
- 假面騎士短片《假面騎士人世界》（Kamen Rider World）（秋月信彦配音）
- 假面騎士AGITO（司龍二）
- 假面騎士電王（金塔羅斯/電王Ax Form配音、旁白）
- 假面騎士電王劇場版之《老子，誕生!》（ 俺、誕生!）（金塔羅斯/電王Ax Form配音）
- 桃塔羅斯之暑假（金塔羅斯配音）
- 假面騎士電王Hyper Battle DVD 《唱唱歌跳跳舞大特訓》（金塔羅斯配音）
- 假面騎士電王劇場版之《假面騎士電王&KIVA CLIMAX刑事》（金塔羅斯配音）
- 假面騎士KIVA劇場版之《魔界城之王》（高中文化祭的觀眾）

- 超級戰隊系列

- 高速戰隊Turboranger（レーサーボーマ配音）
- 高速戰隊Turboranger (電影版)（ジャシンボーマJr配音）
- 地球戰隊五人組（コンドルギン配音）
- 鳥人戰隊噴射人（龍見恭太郎）
- 恐龍戰隊獸連者（守護獸サーベルタイガー配音、ドーラナルシス配音）
- 宇宙戰隊九連者（天馬先生配音）

- 金屬英雄系列

- 特警Winspector（金屬英雄系列第9輯）（14話 竹田）
- 特救指令Solbrain（金屬英雄系列第10輯）（クロスの声、高岡隆一）
- 特捜Exceedraft（金屬英雄系列第11輯）（ナレーター（後期））
- Blue SWAT（金屬英雄系列第13輯）（ゴールドプラチナム配音）

### 舞台劇
- アドルフに告ぐ（アドルフ・カウフマン）
- おえん
- 大岡越前
- お気に召すまま（オーランド）
- 心・わが愛（私）
- 付き馬屋
- 夏の盛りの蝉のように
- ハムレット（ハムレット）
- 村岡伊平治伝（村岡伊平治）
- 第3回マウスプロモーション本公演「桜の田」

### 電影
- きけ、わだつみの声 Last Friends
- バルトの楽園（国友）
- 半落ち
- 未来への伝言（加藤）

### 劇集
- 葵徳川三代（2000大河劇新幕府大將軍-德川家康）板倉重昌
- 芋たこなんきん（松岡）
- エイジアン・ブルー
- 大岡越前（夏目甚八）
- 親父
- 月曜ミステリー「陰の季節4 失踪」（2002年10月28日、TBS）
- さすらい刑事旅情編
- 真田太平記（迫小四郎）
- Wの悲劇
- 忠臣蔵～決断の時（菅谷半之丞）
- 冷たい灼熱
- はぐれ刑事純情派（第16作）（西岡清司）
- 福沢諭吉
- 弁護士高見沢響子(5)
- 水戸黄門 (ナショナル劇場)（鷲神伸之介）
- 和久峻三サスペンス「弁護士芸者のお座敷事件簿」(5)

### CD
- GetBackers-奪還屋- 永遠の絆を奪り還せ!編〜Bug’s Karma〜（無明院賽蝶）
- 『Perfect-Action -Double-Action Complete Collection-』
  - 「Double-Action Ax form」「Double-Action Ax form キンタロスセリフver.」 野上良太郎&金塔羅斯（佐藤健&寺杣昌紀）
- 『Climax Jump DEN-LINER form』（桃塔羅斯(關俊彥)&浦塔羅斯(遊佐浩二)&金塔羅斯(寺杣昌紀)&龍塔羅斯(鈴村健一)
  - 「Climax Jump DEN-LINER form」（『仮面ライダー電王』2nd片頭曲）
  - 「Climax Jump DEN-LINER form 桃塔羅斯、浦塔羅斯、金塔羅斯、龍塔羅斯讀白ver.」
  - 「Climax Jump DEN-LINER form 金塔羅斯讀白ver.」
  - 「Climax Jump "泣けるでぇ!" Ax re-Mix」（初回盤のみ）
- B壱（アップル・シノダ、白沢）
- 愛してる（マスター）
- 間の楔 I 〜DESTINY〜（アレク）
- 間の楔 II 〜NIGHTMARE〜（アレク）
- 私立クレアール学園 学園祭で華になれ!（秋月廉）
- しなやかな熱情 3 あざやかな恋情（丸山浩三）

- ハート・ストリングス（衛藤軼基）
- 戦う!セバスチャン 3（ヨハン）
- 魔塔大陸2 少女們於世界中迴響的創造詩連續劇CD Vol.2 SIDE クローシェ（レグリス）

## 外部連結
- 事務所公開簡歷（页面存档备份，存于）（日語）

1. ↑  . 株式會社VIP Times社. 2012: 252頁. ISBN 978-4904674031.
2. 1 2 3 4  . Lain.   [2016-11-13]. （原始内容存档于2020-11-26）.
3. 1 2 3 4 5  . MAUSU PROMOTION.   [2016-11-13]. （原始内容存档于2020-11-01）.
4. ↑   (日本電視動畫). 2009年7月2日.
5. ↑  . 讀賣電視台.   [2019-12-22]. （原始内容存档于2019-12-12）.
6. ↑  . Comic Natalie. 2022-07-22  [2022-07-22] （日语）.
7. ↑  . Comic Natalie. 2022-12-26  [2022-12-26]. （原始内容存档于2023-01-04） （日语）.
8. ↑  . Comic Natalie. 2023-03-03  [2023-03-03]. （原始内容存档于2023-04-04） （日语）.
9. ↑  . MANTANWEB. 2023-08-15  [2023-08-15]. （原始内容存档于2023-08-15） （日语）.
10. ↑  . Comic Natalie. 2023-11-23  [2023-11-23]. （原始内容存档于2023-11-27） （日语）.
11. ↑  . Comic Natalie. 2024-12-20  [2024-12-20]. （原始内容存档于2025-01-30） （日语）.
12. ↑  . moca-news. 2025-03-07  [2025-03-07]. （原始内容存档于2025-03-07） （日语）.
13. ↑  . YouTube. 2024-09-20  [2024-09-20]. （原始内容存档于2025-03-26） （日语）.
14. ↑  . Comic Natalie. 2024-07-11  [2024-07-11]. （原始内容存档于2024-07-15） （日语）.
15. ↑  . Lifewonders的官方Twitter. 2017-12-18  [2018-10-13]. （原始内容存档于2022-06-19）.
16. ↑  . Lifewonders的官方Twitter. 2018-08-05  [2018-10-13]. （原始内容存档于2022-06-21）.